# Charlie Chop-off
«Charlie Chop-off» (приблизительный перевод с англ. — «Чарли-рубака») — прозвище серийного убийцы, ответственного за убийство четырёх мальчиков-афроамериканцев и нанесение увечий пятому в период в 1972 и 1973 годах в Манхэттене. Такое прозвище было дано вследствие того, что преступник обычно отрезал своим жертвам половой член. Подозреваемый, Эрно Сото (англ. Erno Soto), сознался в одном из убийств и был отправлен на принудительное лечение, тем не менее личность преступника не была официально установлена и дело остаётся открытым до сих пор.

## Убийства

### 1972 год
- 9 марта тело восьмилетнего Дугласа Оуэнса (англ. Douglas Owens) было обнаружено на крыше дома на Восточной 121-й улице на расстоянии двух кварталов от его дома в Гарлеме. Мальчику были нанесены 38 ножевых ранений, его половой член был разрезан пополам[2].
- 20 апреля в коридоре многоквартирного дома в Вест-Сайде обнаружили серьёзно раненного десятилетнего мальчика. Преступник нанёс ему ножевые раны, изнасиловал, отрезал половой член и унёс с собой. Жертва выжила и смогла дать описание нападавшего: им был смуглый худощавый мужчина, прихрамывавший при ходьбе. Преступник представился Майклом и заманил мальчика в здание, обещая дать 50 центов. Полиция обнаружила половой член мальчика в парке, где с ним играли дети[2].
- 23 октября тело девятилетнего Уэнделла Хаббарда (англ. Wendell Hubbard) было найдено мальчиками, игравшими на крыше здания на Пятой авеню. Хаббард был убит ножом, его половой член был отрезан[2]:2.

### 1973 год
- 7 марта около 13:00 тело восьмилетнего Луиса Ортиса (англ. Luis Ortiz) было найдено в лестничном колодце в подвале 200 дома по Западной 106-й улице. Ему были нанесены 38 ножевых ранений и увечья, схожие с нанесёнными предыдущим жертвам.[2]:3
- 17 августа тело семилетнего Стивена Кроппера (англ. Steven Cropper) было найдено на шестом этаже многоквартирного дома по адресу Восточная Хаустон-стрит, 325. Мальчик был частично раздет, на обнажённых участках тела присутствовало несколько резаных ран.[2]:6 Половой член жертвы убийца оставил нетронутым[1].

## Подозреваемый
15 мая 1974 года 33-летний Эрно Сото был арестован за приставание к мальчику-пуэрториканцу. C 1969 года он периодически проходил лечение в психиатрической больнице в Манхэттене. Сото признался в убийстве Стивена Кроппера, а единственный выживший при нападении мальчик заявил, что Сото похож на нападавшего, однако отказался уверенно его опознать. Служащие больницы, где содержался Сото, утверждали, что на момент убийства он проходил лечение, но тем не менее не исключали, что он мог без спроса покинуть пределы лечебницы, как делал неоднократно.
Несмотря на то, что Сото не был признан виновным в убийствах, исследователи полагают его виновность вероятной, в частности потому, что убийства закончились с его арестом. О возможной виновности Сото утверждал анонимный источник. Также заслуживает внимания причина помещения его в психиатрическую лечебницу. Сото вновь сошёлся с женой, с которой расстался за несколько лет до этого. За это время она родила сына от чернокожего мужчины. Когда мальчику исполнилось восемь, психическое состояние Сото совсем ухудшилось и в 1969 году он стал пациентом психиатрической больницы.:12
Писательница Барбара Гельб в своей книге «По следу убийства» (англ. On the Track of Murder) использовала для Сото псевдоним Мигель Ривера (англ. Miguel Rivera). Книга была опубликована в 1975 году, и с тех пор некоторые авторы, в том числе Питер Вронски, по ошибке называли в своих книгах подозреваемого этим именем:12.